# Niall Ó Donnghaile

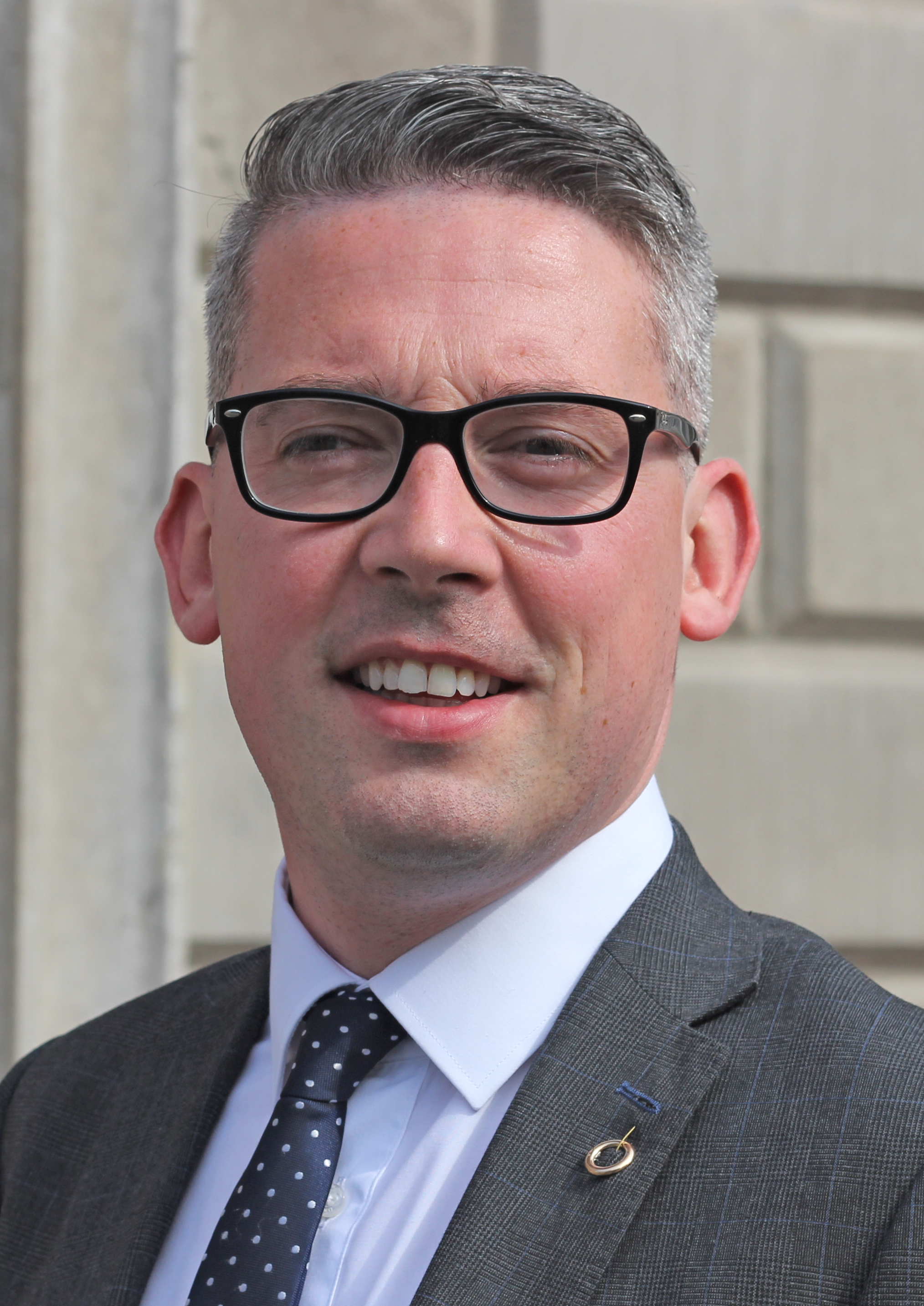
Niall Ó Donnghaile (2016)

Niall Ó Donnghaile [ˈn̠ʲiːəɫ̪ oːˈd̪ɔn̪ˠəlʲə] (* 28. Mai 1985 in Belfast, Nordirland) ist ein irischer Politiker der Sinn Féin und ehemaliger Bürgermeister (Lord Mayor) von Belfast.
Niall Ó Donnghaile studierte Politikwissenschaften an der Ulster University und arbeitete nach seinem Abschluss als kommunaler Mitarbeiter in Belfast. 2010 und 2015 versuchte er ohne Erfolg, in das Unterhaus des Vereinigten Königreichs einzuziehen.
Im Mai 2011 zog er in den Belfast City Council ein und schon einen Monat später wurde er zum jüngsten Bürgermeister (Lord Mayor) in der Geschichte von Belfast gewählt. Er blieb Mitglied des Stadtrats bis 2016.
2016 wurde Ó Donnghaile in den irischen Seanad Éireann auf der Verwaltungsliste gewählt und 2020 wiedergewählt. Im Januar 2024 trat er zurück. Ende 2023 hatte er erklärt, dass er sich aus gesundheitlichen Gründen zurückziehen wolle.
Im Oktober 2024 wurde bekannt, dass Ó Donnghaile Nachrichten mit sexuellen Inhalten an männliche Teenager gesendet hatte.